# Stanton (Tennessee)
Stanton is een plaats (town) in de Amerikaanse staat Tennessee, en valt bestuurlijk gezien onder Haywood County.

## Demografie
Bij de volkstelling in 2000 werd het aantal inwoners vastgesteld op 615.
In 2006 is het aantal inwoners door het United States Census Bureau geschat op 596, een daling van 19 (-3,1%).

## Geografie
Volgens het United States Census Bureau beslaat de plaats een oppervlakte van
1,3 km², geheel bestaande uit land. Stanton ligt op ongeveer 107 m boven zeeniveau.

## Plaatsen in de nabije omgeving
De onderstaande figuur toont nabijgelegen plaatsen in een straal van 28 km rond Stanton.